# جایزه بزرگ بریتانیا
جایزه بزرگ بریتانیا (به انگلیسی: ‎British Grand Prix‎) یک گراند پری از سری مسابقات قهرمانی جهان فرمول یک است که از سال ۱۹۲۶ تاکنون در پیست سیلورستون واقع در سیلورستون، نورث‌همپتون‌شر، بریتانیا برگزار می‌شود. پرافتخارترین راننده در این گراند پری لوئیز همیلتون بوده‌است که در مجموع ۶ بار پیروز این مسابقه شده‌است. همچنین در میان سازندگان نیز فراری با ۱۶ بار پیروزی در این گراند پری، تاکنون پرافتخارترین سازنده در بریتانیا بوده‌است.